# Amerikanska Samoas damlandslag i fotboll
Amerikanska Samoas damlandslag i fotboll representerar Amerikanska Samoa i fotboll på damsidan. Dess förbund är Football Federation American Samoa.

## Managers
- Tunoa Lui (–2011)
- Uinifareti Aliva (2011–idag)